# Галимов, Эмиль Габдельнурович
Эми́ль Габдельнурович Гали́мов (род. 9 мая 1992, Нижнекамск, Татарстан) — российский хоккеист, правый нападающий. Младший брат Анселя Галимова.Игрок хоккейного клуба «Барыс» Казахстан

## Биография
Родился 9 мая 1992 года в Нижнекамске. Воспитанник школы нижнекамского «Нефтехимика», где его первыми тренерами были Альберт Файдеханович Миннекаев и Борис Владимирович Шамарин.
C сезона 2009/2010 выступал за фарм-клуб «Нефтехимика» — «Реактор» в МХЛ, с сезона 2010/2011 и за сам «Нефтехимик» в КХЛ, забросив свою первую шайбу в лиге в ворота подмосковного «Атланта».
Выступал за юниорскую сборную России на чемпионате мира для игроков не старше 18 лет в 2010 году.
1 ноября 2011 года перешёл в возрождаемый ярославский «Локомотив», который в декабре начал выступления в ВХЛ. В ноябре выступал за его молодёжный клуб «Локо».
В начале апреля 2013 года был вызван в сборную России для подготовки к Еврохоккей Челленджу и чемпионату мира 2013 вместо травмированного нападающего «Салавата Юлаева» Никиты Филатова.
16 августа 2017 года вернулся в «Нефтехимик» в обмен на денежную компенсацию.
4 мая 2018 был обменян обратно в «Локомотив» в обмен на денежную компенсацию, а 21 июня вновь отправился в «Нефтехимик» в обмен на права на Микко Рантанена.
6 мая 2019 года в обмен на денежную компенсацию перешёл в «Ак Барс».
1 мая 2020 года после окончания контракта подписал двухлетнее соглашение с петербургским СКА. 26 октября 2020 года сделал хет-трик в ворота «Авангарда» (5:2).
8 мая 2022 года подписал новый контракт с СКА, действующий до 30 апреля 2026 года. 3 февраля 2023 года забил четыре шайбы в ворота «Ак Барса».
27 сентября 2024 года СКА расторг контракт с Галимовым, чтобы была возможность подписать соглашение с Тони Деанджело. Нападающий продолжил выступать в составе «СКА-Нева» в ВХЛ.
20 ноября 2024 года вместе с вратарём Никитой Серебряковым был обменян в «Авангард» на вратаря Станислава Бережного.

## Статистика
| Легенда | Легенда                    | Легенда | Легенда                   | Легенда | Легенда    |
| ------- | -------------------------- | ------- | ------------------------- | ------- | ---------- |
| И       | Количество проведённых игр | Штр     | Штрафное время            | +/−     | Плюс-минус |
| Г       | Голы                       | П       | Голевые передачи          | О       | Очки       |
| -       | Статистика неизвестна      | —       | Статистика не учитывалась |         |            |

## Достижения
- Бронзовый призёр чемпионата России и КХЛ 2013/14, 2020/21, 2021/22, 2022/23
- Вице-чемпион чемпионата России и КХЛ 2019/20
- Обладатель Кубка Континента 2023